# Marcelo (comes excubitorum)
Marcelo fue un político, juez y militar bizantino, uno de los más cercanos colaboradores del emperador Justiniano I. Ocupó el cargo de comes excubitorum, un cuerpo de la guardia imperial, durante más de una década.

## Primeros años
No se sabe nada de sus orígenes o carrera temprana. Tenía experiencia judicial, ya que el 8 de abril del año 539 el emperador Justiniano I lo nombró uno de los cuatro jueces mayores, llamados iudices pedanei. Puesto que el año 540 se le llama comes, quizá era uno de los comites consistoriani. En el año 541, fue elevado al muy influyente cargo de comes excubitorum, cabeza del cuerpo de guardia de palacio.

## Caída de Juan de Capadocia

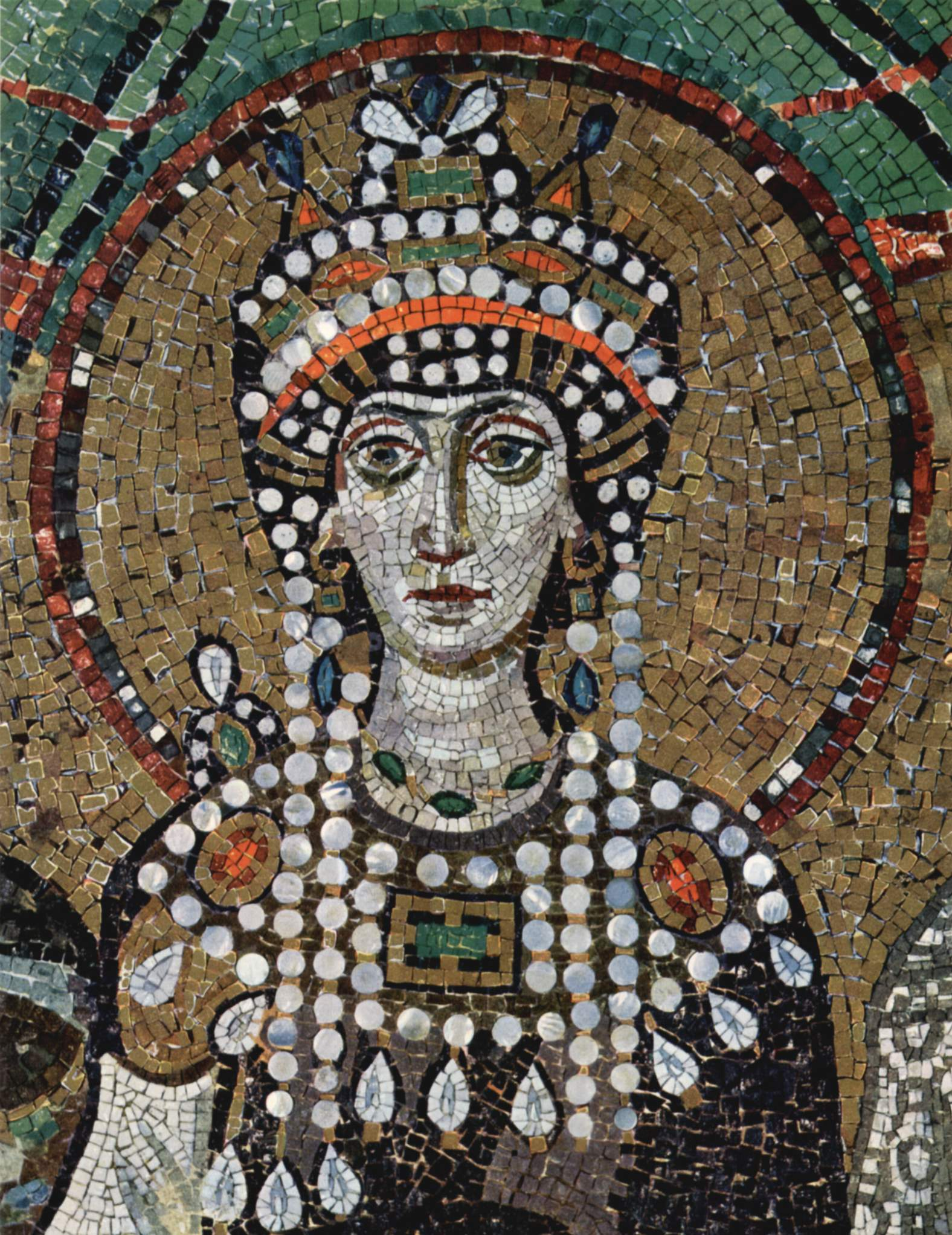
La emperatriz Teodora en un mosaico de San Vital, en Rávena.

En mayo del año 541, participó en la conjura de la emperatriz Teodora y su íntima amiga Antonina contra el poderoso prefecto pretoriano Juan de Capadocia. Juan se había vuelto extremadamente poderoso, rodeándose de miles de servidores armados. Teodora había visto menguada su influencia sobre el emperador Justiniano I a causa del prefecto, mientras que los motivos de Antonina era el odio que Juan tenía a Belisario, su esposo.
Teodora y Antonina idearon un plan para hacer que el prefecto confesara intenciones traicioneras. Utilizando a la hija de este como intermediaria, Antonina le confesó que Belisario estaba considerando dar un golpe de Estad y pidió ayuda a Juan. Se organizó una reunión en el palacio de Rufinianas, cerca de Calcedonia, donde Marcelo, el eunuco Narsés y muchos soldados asistieron para presencias los hechos. Marcelo y Narsés habían recibido órdenes de Teodora de matar al prefecto si hablaba a favor de la traición, pero, en la pelea subsiguiente, Juan escapó y se refugió en una iglesia mientras que Marcelo era herido por uno de los guardias del prefecto. Juan fue destituido de su cargo inmediatamente y desterrado después a Cízico.

## Conspiración de Artabanes
Marcelo reaparece a finales del año 548 o principios del 549 cuando estuvo involucrado en la conspitación del magister militum praesentalis armenio Artabanes.
Artabanes se había sentido desairado cuando Teodora había impedido en el año 546 su matrimonio con Preyecta, sobrina de Justiniano, alegado que Artabanes ya estaba casado. Con algunos parientes, este planeó asesinar al emperador y a Belisario e instalar en el trono a Germano, primo de Justiniano. Con este fin, contactaron con Justino, hijo de Germano, quien simuló sentir simpatía por la conjura e informó a su padre. Este, a su vez, se lo notificó a Marcelo. Marcelo se mostró inicialmente reacio a acusar a Artabanes sin pruebas y organizó un nuevo encuentro entre Justino y los conspiradores. Leoncio, un subordinado de Marcelo, se escondió cerca y escuchó la conspiración. Sin embargo, incluso entonces, por simpatía hacia Artabanes, Marcelo dudó en informar a Justiniano y disuadió a Germano de que le informara en persona, ya que esto podría alertar a los conspiradores. Al final, cuando Belisario regresaba a la ciudad y se acercaba el momento de ejecutar la conjura, se la reveló al emperador.
Justiniano se enfureció porque el asunto se le hubiera ocultado tanto tiempo, pero Marcelo se hizo responsable de todo. Artabanes y el resto de conspiradores fueron castigados levemente. El propio Artabanes solo fue condenado a un arresto domiciliario, pero fue indultado poco después y enviado a Sicilia al frente de una expedición. Cuando el consejo del emperador examinó la trama, las sospechas también recayeron sobre Germano y sus hijos, pero el testimonio de Marcelo los absolvió.
En enero del año 552, Marcelo recibió el título de cónsul honorario. Con el título de juez está registrado en una embajada ante el papa Vigilio, lo que quizá indique que había sido destituido de su puesto al frente de los excubitores. Nada más se sabe de él.

## Semblante
En las Novellae constitutiones, en referencia a su nombramiento, Justiniano I dice que era un socio cercano famoso por su conocimiento de la justicia, mientras que el historiador Procopio de Cesarea lo describe como austero, incorruptible y de enorme personalidad, con un conocimiento profundo de la justicia y la verdad.